# Otto Bandiere

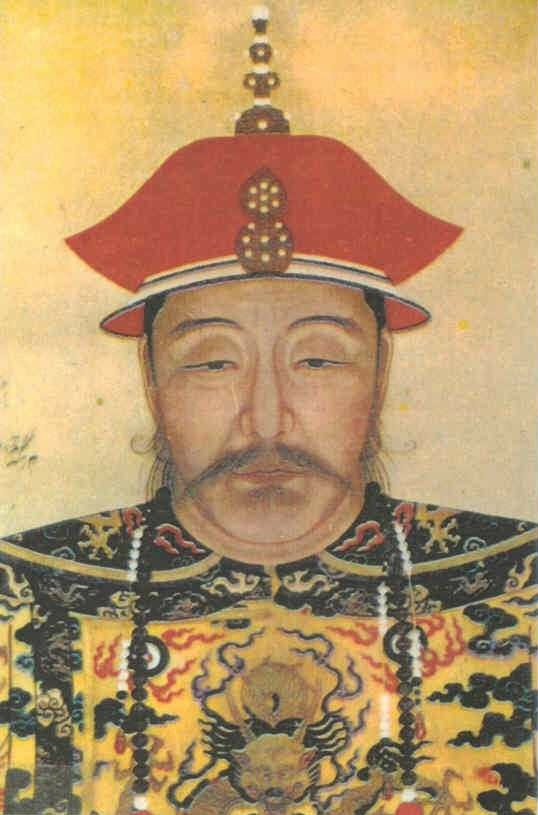
Nurhaci, fondatore delle Bandiere, artefice della conquista della Cina, nonno del primo imperatore della dinastia Qing

Le Otto Bandiere (in mancese: jakūn gūsa, il cinese: 八旗 baqí) erano divisioni amministrative in cui venivano suddivise tutte le famiglie manciù.
Create da Nurhaci dopo aver unificato le tribù manciù, hanno strutturato non solo l'organizzazione militare ma anche l'intera società. Ogni manciù, uomo o donna, apparteneva a una Bandiera, e questa appartenenza era ereditaria.
Questo ruolo è stato ulteriormente rafforzato dopo la conquista della Cina, dove il sistema delle Bandiere venne utilizzato dalla dinastia Qing per conservare l'identità manciù (specialmente attraverso il sistema dei "matrimoni diretti"), mentre individuava istituzioni civili e militari che controllavano la Cina.
L'elemento individuante delle Bandiere era la compagnia (manciù: niru, cinese: zuoling). Alcune di queste compagnie conservavano i legami familiari o tribali che esistevano tra i loro membri originali, mentre altre si stavano deliberatamente liberando da questi legami per creare una forza militare più centralizzata. Si supponeva che ogni compagnia fornisse 300 uomini come contributo alla Bandiera a cui apparteneva.

## Creazione delle bandiere

### Origini
Le Bandiere furono create da Nurhaci all'inizio del XVII secolo (nel 1615, secondo lo storico Peter C. Perdue). Sebbene inizialmente concepite come di natura militare, le "Otto Bandiere" arrivarono ad assumere altre funzioni amministrative, come la distribuzione delle terre, la gestione degli immobili, l'amministrazione della giustizia, il pagamento degli stipendi ed altro ancora
Venne stabilita una gerarchia tra i vessilli, con le tre "Bandiere superiori" (le due a Fondo Giallo e quella a Fondo Bianco) che prendevano i loro ordini direttamente dall'Imperatore, e le cinque "Bandiere inferiori" gestite da principi imperiali. Successivamente, tutte le bandiere vennero poste sotto il controllo dell'imperatore.

### Ruolo sociale

#### Componenti dell'identità culturale manciù
Questa identità culturale includeva una serie di aspetti, considerati caratteristici della vera natura del "popolo manciù", il "modo di vivere" manciù (Manjusai fe doro):
- arti marziali: equitazione,  tiro, uso della lancia e della spada;
- abitudini frugali;
- parlare la lingua manciù.

#### Conservazione dell'identità manciù

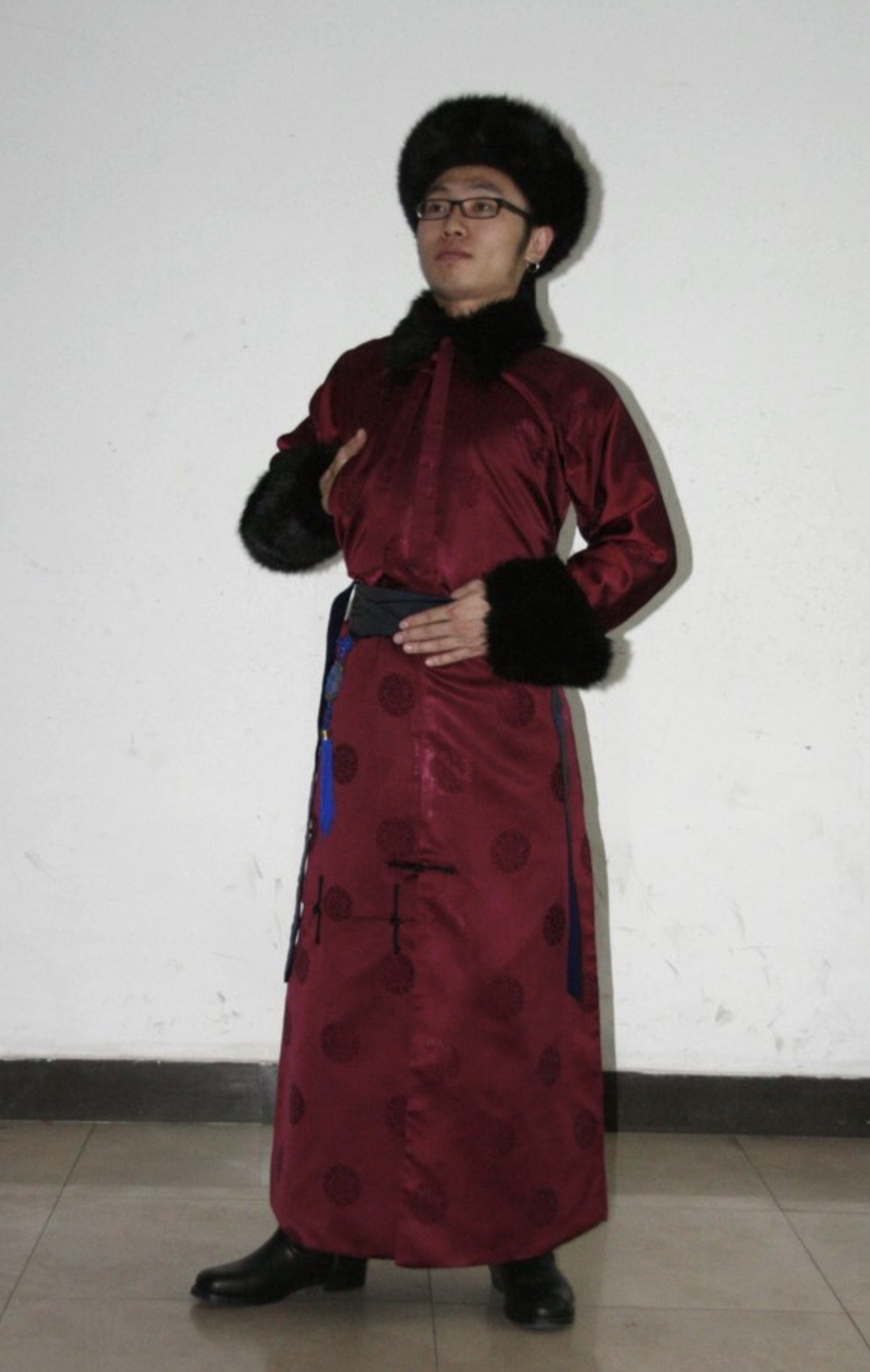
Giovane manciù in costume tradizionale.

Questo criterio ristrutturò profondamente l'organizzazione dello stato manciù: ancora oggi la maggior parte dei manciù (o anche i discendenti dei clan cinesi Han incorporati sotto le Bandiere) sanno a quale Bandiera appartengono.
D'altra parte, il carattere ereditario delle Bandiere, il fatto che includessero tutti i manciù, attribuendo all'appartenenza a una Bandiera un certo numero di doveri o privilegi, comportava che esse erano in qualche modo "caste", contribuendo a mantenere un forte senso di appartenenza, anche per coloro che non erano di origine manciù. Ciò ha permise ai vincitori manciù di continuare a governare la Cina senza che le caratteristiche della dinastia Qing si dileguasse irrimediabilmente nella massa. Fin dall'inizio, tuttavia, i mongoli furono ammessi alle Bandiere, quasi allo stesso livello degli stessi manciù. Successivamente, a causa della mancanza di manciù o di manodopera mongola, si formarono anche Bandiere cinesi.
Tra i doveri o i privilegi derivanti dall'appartenenza alle Bandiere, si può menzionare:
- i soldati delle Bandiere erano raggruppati in 18 città manciù;
- fu loro proibito di intraprendere qualsiasi altro mestiere diverso da quello di soldato o di impiegato pubblico (perché i poteri delle Bandiere andavano oltre il semplice dominio militare, e il loro ruolo era in effetti quello di fornire i capi dell'impero cinese, civili o militari)
- avevano diversi criteri di ammissione durante gli esami, almeno per manciù e mongoli (i cinesi in genere superano gli esami secondo criteri ordinari)
- erano al sicuro da procedimenti legali ordinari o da torture.

Infine, anche se i manciù, a causa del loro piccolo numero, lottarono per mantenere la maggioranza nel numero totale delle Bandiere, mantennero comunque il sopravvento sulle posizioni più importanti, inquadrando così l'intero esercito.

#### Complessità dell'organizzazione sociale
Il sistema delle "Otto Bandiere", era volto a preservare l'identità manciù, mentre integrava una popolazione mongola molto importante, e persino i cinesi Han, non poteva non portare a una grande complessità sociale:
- In cima alla scala c'erano i manciù, necessariamente membri delle Bandiere, poi venivano i membri mongoli, quasi assimilati ai manciù per l'antichità della loro alleanza. Ad esempio, non era anormale per un manciù prendere una mongola come sua prima moglie, mentre questo era praticamente escluso nel caso di una cinese Han. Allo stesso modo, solo manciù e mongoli potevano essere duchi o principi, e solo a loro erano conferiti i compiti più cruciali (protezione del palazzo imperiale, corpo di artiglieria, anche se l'artiglieria era inizialmente un specialità cinese).[5]
- Poi, ma molto indietro nella scala sociale, c'erano gli uomini delle Bandiere cinesi, poiché considerati  "servili" e privi di fibre morali.
- Alla fine, in fondo alla scala, c'era la stragrande maggioranza della popolazione, cioè gli ordinari cinesi Han, non membri delle Bandiere.

L'importanza del sistema delle Bandiere, per i manciù, potrebbe essere paragonato al costo dell'organizzazione: tra il 50% e il 70% del bilancio totale dello Stato Qing doveva mantenere le sue due forze armate, le Bandiere e lo Stendardo Verde, ed era il corretto funzionamento del sistema delle Bandiere il più importante per loro.

## Organizzazione delle Bandiere

### Struttura gerarchica
Le bandiere militari erano organizzate gerarchicamente: 
- La niru (o in cinese 佐領, zuoling) era la più piccola unità, una compagnia composta da 300 uomini;
- La jalan (o 參領, canling) era costituita da 5 niru;
- La gūsa ovvero la «Bandiera» propriamente detta - era costituita da 5 jalan, pertanto era costituita da 7 500 uomini. In pratica, il numero poteva variare sensibilmente in funzione delle circostanze.

E una delle Otto Bandiere, come ad esempio la Bandiera Gialla, era composta da numerose Bandiere di base (ovvero da Bandiere composta da 5 jalan).

### Composizione etnica

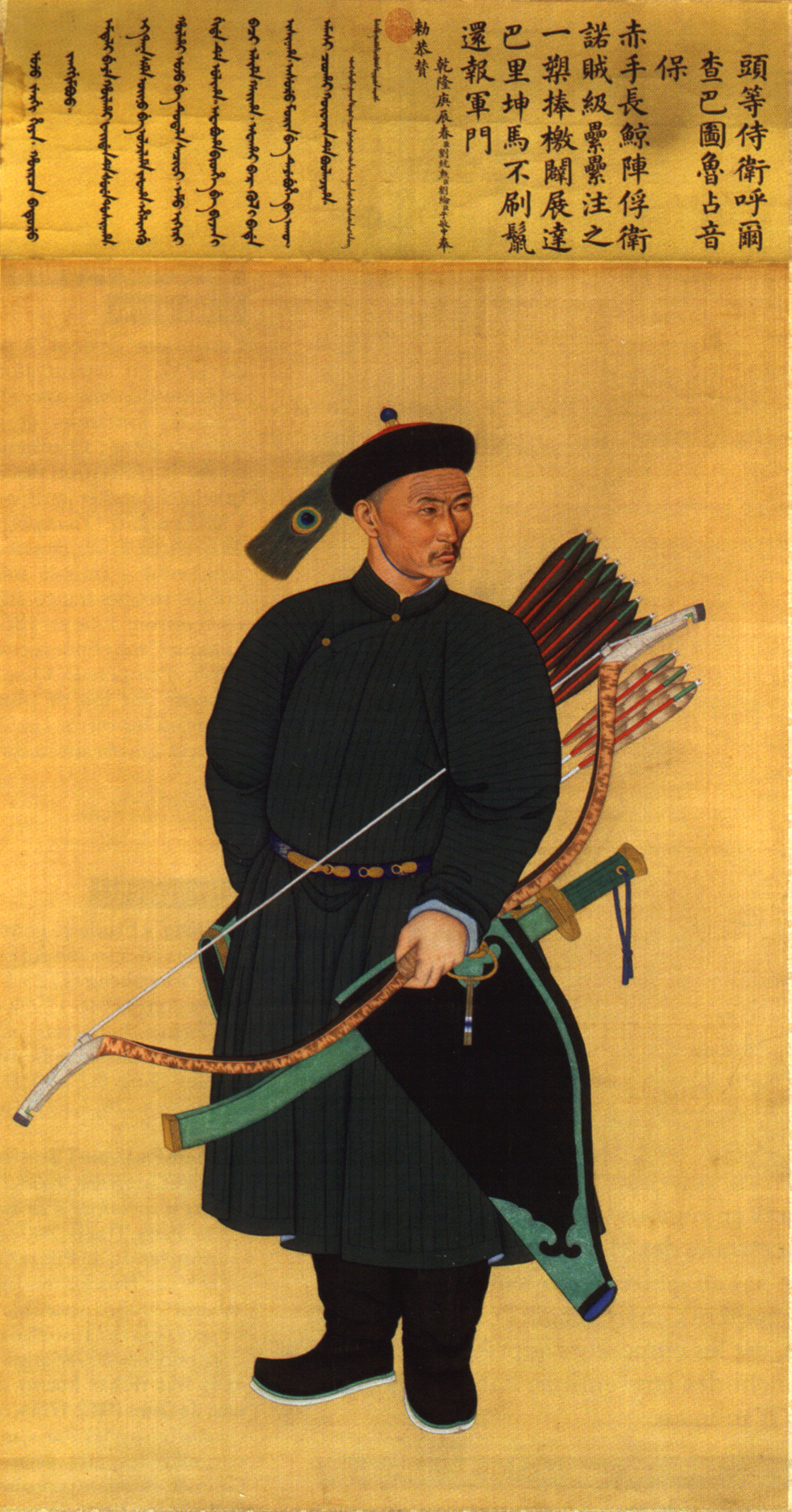
, una delle guardie del corpo manciù dell'imperatore Qianlong.

Dalla fine degli anni 1620, i successori di Nurhaci incorporarono alleati ed espulsero i mongoli dal sistema delle "Otto Bandiere". Nel 1631, per esempio, fu creato un corpo di artiglieria cinese separato. Le "Otto Bandiere" erano costituite da tre gruppi etnici essenziali: i manciù, i mongoli e i cinesi Han. Tuttavia vi si potevano trovare alcuni coreani e persino alcuni russi. In ciascuna delle Otto Bandiere presentate di seguito, c'erano Bandiere etichettate come "Manciù", "Mongole" o "Cinesi Han".
I primissimi cinesi a far parte delle bandiere vennero semplicemente "inseriti" tra le diverse Bandiere come sostituti, quando ne sorgeva la necessità. Successivamente, l'importanza del numero di soldati cinesi incorporati nelle Bandiere - soldati cinesi che giocarono un ruolo importante nei primi anni della conquista per stabilire il potere dei Manciù - portò l'Impero Qing a raggrupparli in specifiche Bandiere. A poco a poco, si realizzò una Bandiera Han in ognuno degli otto colori. Il numero di cinesi Han "ufficiali" nel numero totale delle Bandiere continuò quindi a crescere: nel XVIII secolo, sulle 1151 compagnie delle Bandiere, 681 erano di manciù, 204 erano di mongoli e 266 di Han cinesi. Tuttavia, a questa distribuzione ufficiale per etnia si aggiunse un altro problema: nelle Bandiere "Manciù", c'erano in realtà un certo numero di cinesi Han desiderosi di farsi passare come manciù, andando ad esempio a dare nomi manciù ai loro figli, dopo aver cambiato il loro cognome per dargli un suono Manciù. Nel XVIII secolo sotto gli imperatori [Yongzheng] e Qianlong, ciò portò a una reazione negativa, con una serie di misure per escludere un buon numero di cinesi Han, per rinominare le Bandiere ed escludere gli "schiavi" registrati fraudolentemente come manciù, conseguentemente gli Han mantenuti si consideravano in qualche modo manciù "di fatto". 
Alla fine della dinastia Qing, tutti i membri delle Otto Bandiere, qualunque fosse stata la loro origine etnica, vennero considerati come manciù dalla Repubblica di Cina.

### Matrimoni tra le Bandiere
Nelle Bandiere i matrimoni erano strettamente controllati, almeno in quelle manciù:
- Il matrimonio di un membro delle Bandiere non poteva avvenire senza il previo accordo con il capitano della società in questione (sistema del "matrimonio guidato")
- Era il capitano di ciascuna compagnia che registrava le nascite e controllava lo stato civile manciù (riforma decisa dall'Imperatore Yongzheng),
- Un manciù delle Bandiere poteva sposare una donna cinese Han, ma soltanto come seconda moglie o concubina
- D'altra parte, una moglie cinese Han o concubina di un manciù veniva integrata nella Bandiera considerata manciù.
- All'inverso, era praticamente proibito ad una donna manciù di sposare un cinese Han, e questo divieto veniva rispettato.

### Soldati delle Bandiere
Sin dai tempi della conquista della Cina (1644-1683), i soldati delle Bandiere divennero soldati professionisti e furono burocratizzati. Una volta che i manciù presero il controllo dell'impero, divenne impossibile soddisfare i bisogni materiali dei soldati. Invece del salario si passò alla distribuzione del bottino conquistato, secondo gradi standardizzati, e le "Otto Bandiere" divennero una specie di casta militare ereditaria, anche se avevano un'importante componente etnica. I soldati delle Bandiere vennero assegnati a posizioni permanenti, come i difensori della capitale, Pechino, dove vivevano quasi la metà di essi con le loro famiglie, o anche nelle province, dove alcune delle diciotto guarnigioni vennero inviate.
Le guarnigioni più importanti erano, durante la maggior parte del regno Qing, quella di Pechino, seguite da quelle di Xi'an e Hangzhou. Molti soldati delle Bandiere si trovavano anche in Manciuria, in luoghi strategici della Grande Muraglia, nella zona dello Yangtze e del Gran Canale.

## Le Otto Bandiere
Qui di seguito le "Otto Bandiere". Esse non designavano un'unità combattente, ne una certa specialità dell'esercito, ma piuttosto l'appartenenza a un gruppo, una casta, acquisita alla nascita.
| Bandiera | Italiano                        | Manciù                  | Mongolo             | Cinese                          |
| -------- | ------------------------------- | ----------------------- | ------------------- | ------------------------------- |
|          | Bandiera a Fondo Giallo         | gulu suwayan i gūsa     | Шүлүүн шар хошуу    | 正黃旗T, 正黄旗S, zhènghuángqíP |
|          | Bandiera bordata a Fondo Giallo | kubuhe suwayan i gūsa   | Хөвөөт шар хошуу    | 鑲黃旗T, 镶黄旗S, xiānghuángqíP |
|          | Bandiera a Fondo Bianco         | gulu šanggiyan i gūsa   | Шүлүүн цагаан хошуу | 正白旗S, zhèngbáiqíP            |
|          | Bandiera bordata a Fondo Bianco | kubuhe šanggiyan i gūsa | Хөвөөт цагаан хошуу | 鑲白旗T, 镶白旗S, xiāngbáiqíP   |
|          | Bandiera Rossa                  | gulu fulgiyan i gūsa    | Шүлүүн улаан хошуу  | 正紅旗T, 正红旗S, zhènghóngqíP  |
|          | Bandiera bordata a Fondo Rosso  | kubuhe fulgiyan i gūsa  | Хөвөөт улаан хошуу  | 鑲紅旗T, 镶红旗S, xiānghóngqíP  |
|          | Bandiera Blu                    | gulu lamun i gūsa       | Шүлүүн хөх хошуу    | 正藍旗T, 正蓝旗S, zhènglánqíP   |
|          | Bandiera bordata a Fondo Blu    | kubuhe lamun i gūsa     | Хөвөөт хөх хошуу    | 鑲藍旗T, 镶蓝旗S, xiānglánqíP   |

## Declino delle Bandiere

### Inefficacia militare
Sebbene le Bandiere fossero state essenziali nella conquista della Cina da parte dei Qing contro gli eserciti dei Ming, essi iniziarono ad atrofizzarsi nel XVIII secolo e si dimostrarono inefficaci nel condurre una guerra moderna nella seconda metà del XIX secolo. Le Bandiere di allora non erano in grado di sconfiggere i vari poteri degli imperi occidentali entrati in Cina, come il Regno Unito, l'Impero francese, gli Stati Uniti d'America, l'Impero russo, l'Impero portoghese e altri che si riunirono nell'alleanza delle otto nazioni, durante le guerre dell'oppio, e vennero messe in difficoltà durante la rivolta dei Taiping.

### Fine delle Bandiere
Alla fine del XIX secolo, la dinastia Qing iniziò ad addestrare e costituire le unità di un "Nuovo Esercito" addestrato ed equipaggiato in stile occidentale. Tuttavia, il sistema delle Bandiere durò fino alla caduta dei Qing nel 1911, e anche oltre, con un embrione di organizzazione che continuò a funzionare fino all'espulsione di Pu Yi (l'ultimo imperatore Qing).) dalla Città Proibita nel 1924.

## Esercito dello Stendardo Verde
Parallelamente alle "Otto Bandiere" esisteva, sotto i Qing, un "classico" esercito Han, noto come Esercito dello Stendardo Verde.
Questo esercito non aveva lo stesso status delle Bandiere, proprio come un soldato Han dello Stendardo Verde non aveva lo status sociale di un Han appartenente ad una Bandiera Han.
Nell'Esercito dello Stendardo Verde, ad esempio, si trovavano Han esclusi dalle Bandiere e soldati delle guarnigioni provinciali. 
In linea di principio, solo gli ufficiali Han comandavano queste truppe: i manciù credevano che nominare uomini delle Bandiere manciù come ufficiali dello Stendardo Verde non avrebbe avuto solo un effetto demoralizzante sui soldati Han (privandoli della possibilità di promozione), ma ancora (e soprattutto), avrebbe avuto lo stesso effetto sugli ufficiali manciù, conferendo loro, per contagio, lo spirito "servile" degli Han.

### Esplicative
1. ↑  Nota:  Ecco una rapida panoramica delle parole manciù usate per descrivere le bandiere:  gulu  significa 'unico', e kubuhe, orlato. Suwayan, šanggiyan, fulgiyan e lamun significano rispettivamente 'giallo', 'bianco', 'rosso' e 'blu'. Per quanto riguarda gūsa, questa parola significa 'bandiera', la i è il marchio del possessivo ('bandiera dal bordo blu') sarà  kubuhe lamun i gūsa , in una sequenza invertita rispetto all'italiano).

### Bibliografiche
1. ↑  Elliot 2001, prefazione.
2. ↑  Elliot 2001, p. 9.
3. ↑   Articolo su China Daily dicembre 2003, su chinadaily.net. URL consultato il 19 dicembre 2018 (archiviato dall'url originale il 9 febbraio 2005).
4. ↑  Elliot 2001.
5. ↑  Elliot 2001, p. 334.
6. ↑  Elliot 2001, p. 307.
7. ↑  Elliot 2001, p. 335.
8. ↑  Elliot 2001, p. 331.
9. ↑  Elliot 2001, p. 168.